# Escut de la Conca de Barberà
L'escut oficial de la Conca de Barberà té el blasonament següent:
Escut caironat: de sinople, un celler cooperatiu de porpra, que ressalta sobre una espiga de blat d'or, en pal; la bordura componada d'or i de gules. Per timbre, una corona de comarca.

## Història
Va ser aprovat el 19 de setembre del 2017 i publicat al DOGC el 28 del mateix mes.
El Consell Comarcal va assumir com a escut un que incorpora com a element principal un celler cooperatiu, que simbolitza la presència d'aquests edificis en aquesta comarca vinícola, els vins de la qual estan emparats sota la Denominació d'Origen Conca de Barberà. Entre els cellers de la comarca destaquen especialment les anomenades "catedrals del vi" de Barberà de la Conca, l'Espluga de Francolí, Montblanc, Pira, Rocafort de Queralt i Sarral.
L'espiga de blat fa referència al cultiu de cereals a la part nord de la comarca, mentre que la bordura representa els quatre pals de l'escut de Catalunya.